# 亮葉金虎尾
亮葉金虎尾（學名： L.），是一種金虎尾屬的熱帶果樹，屬灌木或小喬木。在臺灣被稱作黃褥花。其常和「針葉櫻桃」（學名： DC.）混淆，但前者的果實更小且味道更淡，花器構造也有非常大的差異。

## 形態
常綠灌木，株高1-2公尺高。葉對生，2-5片葉簇生一叢。夏季時開粉紅色花，少數亦有白色的，花冠五片。果實為球形或扁球形的核果，未熟果青綠色，熟果粉紅至鮮紅，肉少多汁，味酸。